# Fregene
Fregene este un sat (frazione) subordonat orașului Fiumicino din Metropola Roma,  Regiunea Lazio, Italia. În 2012 avea o populație de 6,445 locuitori.